# 甲玛沟
甲玛沟，位于西藏自治区拉萨市墨竹工卡县城以西15公里处。

## 简介
沿318国道可达甲玛沟。甲玛沟平均海拔高度4000米左右。甲玛沟内有许多景点，比如7世纪吐蕃赞普松赞干布出生地“强巴敏久林”（仁慈不变宫）宫殿遗址。强巴敏久林坐落于拉萨市以东50公里墨竹工卡县境内的甲玛赤康。此地还有原全国政协副主席阿沛·阿旺晋美的出生地遗址。
甲玛沟是通往桑耶寺的古道之一，與桑耶寺仅隔一山，是有趣的徒步旅游線路。